# Louis Tauzin

Le ferrovie dell'Est: I Vosgi, 1912.

Louis Tauzin (Barsac, 21 luglio 1842 – Royan, 31 agosto 1915) è stato un pittore francese, disegnatore e litografo.

## Biografia
Louis Tauzin fu un pittore di paesaggi e di marine, con una produzione decisamente classica, ma è ricordato soprattutto per le sue illustrazioni e per i suoi disegni pubblicitari e di manifesti. Si era infatti diplomato in Disegno industriale, dopo aver frequentato la Scuola comunale di Bordeaux.

Passò la vita nella cittadina di Meudon, abitando sul Sentiero delle Pietre Bianche, al n. 4, poco distante dalla casa di un altro famoso illustratore suo contemporaneo: Louis-Maurice Boutet de Monvel.
Una delle sue opere, un quadro ad olio che ritrae il bosco di Meudon, è oggi conservata al Museo Gétreaud. Un'altra, che rappresenta lo stagno di Trivaux nel bosco di Meudon, si trova nel Municipio della città. .

Louis Tauzin morì a 73 anni, nel 1915, a causa di un incidente domestico: cadde in un pozzo.

## Alcune opere
Sono noti 26 suoi manifesti, oggi conservati alla Biblioteca Nazionale Francese, di cui molti eseguiti dalla tipografia F. Champenois di Parigi.
Elenco cronologico con titoli delle serie di "chromos" attribuite a Louis Tauzin, stampate dalla tipografia F. Champenois di Parigi e
tratte da “Bibliographie de la France ou Journal général de l'imprimerie et de la librairie”:
14/06/1879 - Le voyage de Rapinet - 6 soggetti

05/04/1879 - Amours jouant dans les fleurs - 6 soggetti
	
03/07/1880 - Les proverbes - 6 soggetti

02/10/1880 - La campagne au Luxembourg - 6 soggetti
	
22/02/1890 - Petit paysages (acquarelle) - 4 soggetti

10/03/1883 - Gros insectes -	6 soggetti
	
19/05/1883 - Enfants aux chiens - 6 soggetti

03/03/1888 - Paysage: Vues de Hollande - 2 soggetti

10/10/1885 - Menus

20/01/1883 - Les Chasseurs  - 6 soggetti

## Galleria d'immagini

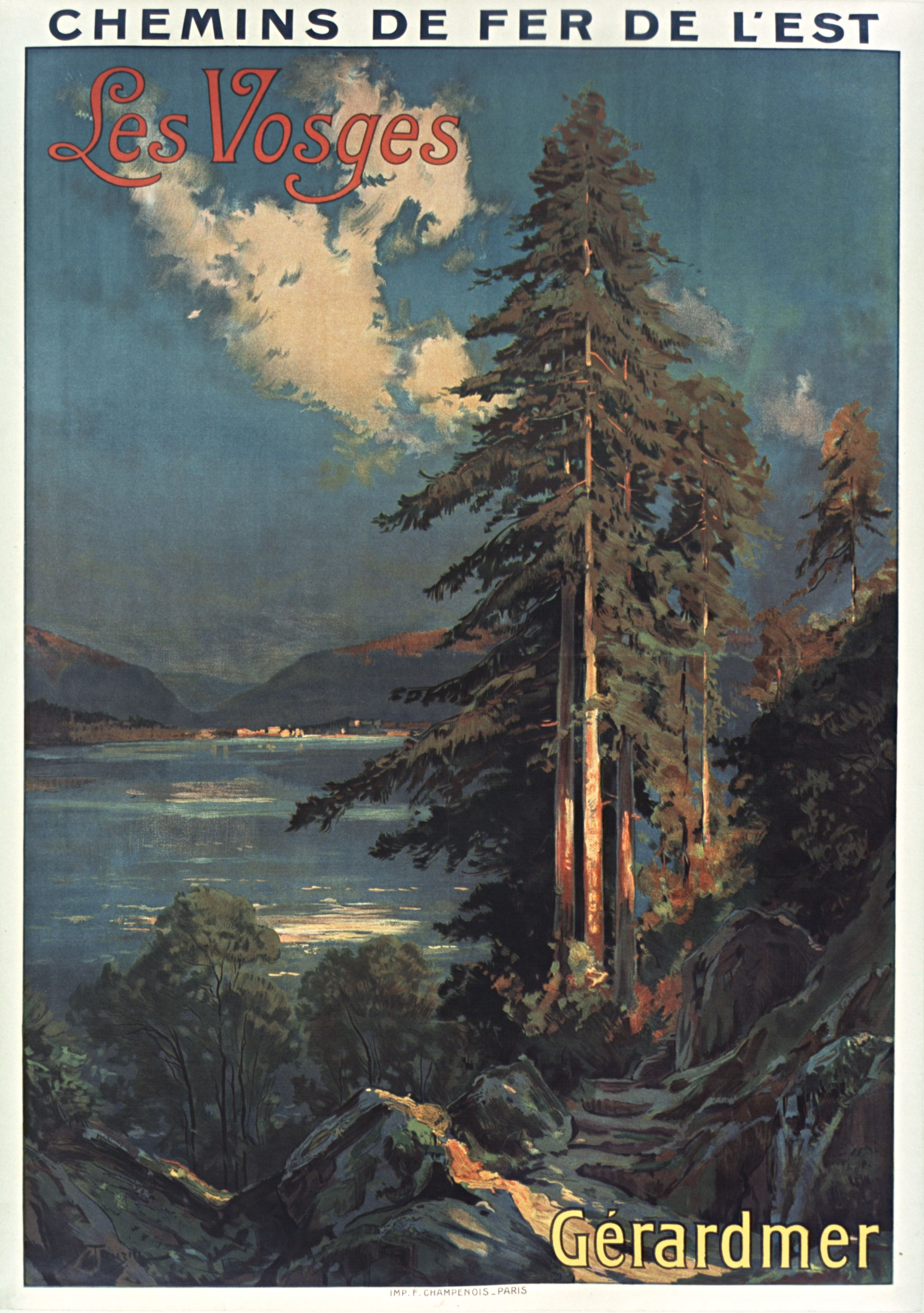
Le ferrovie dell'Est. Gérardmer, 1900.
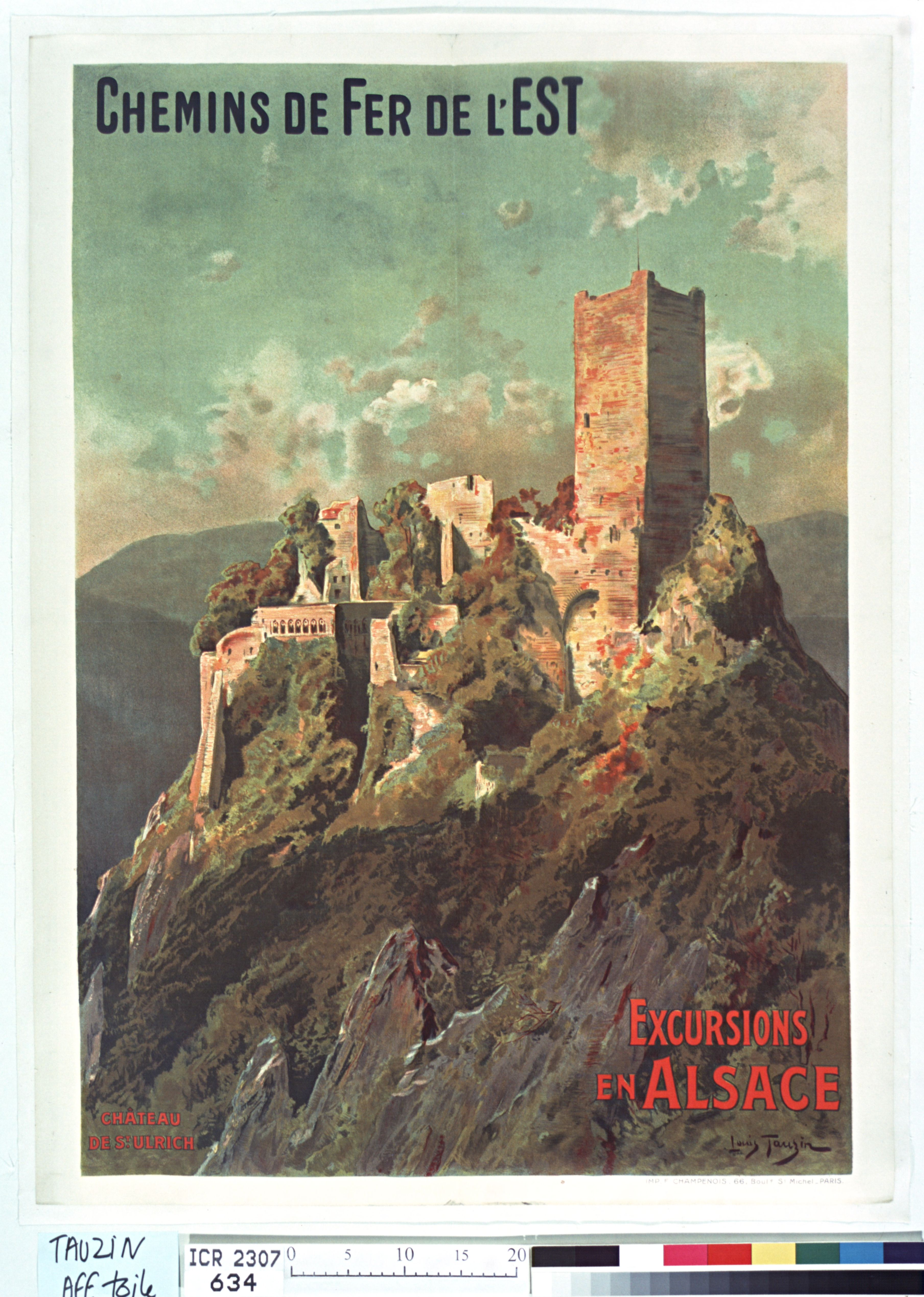
Il Castello di Sant'Ulrico in Alsazia, 1900
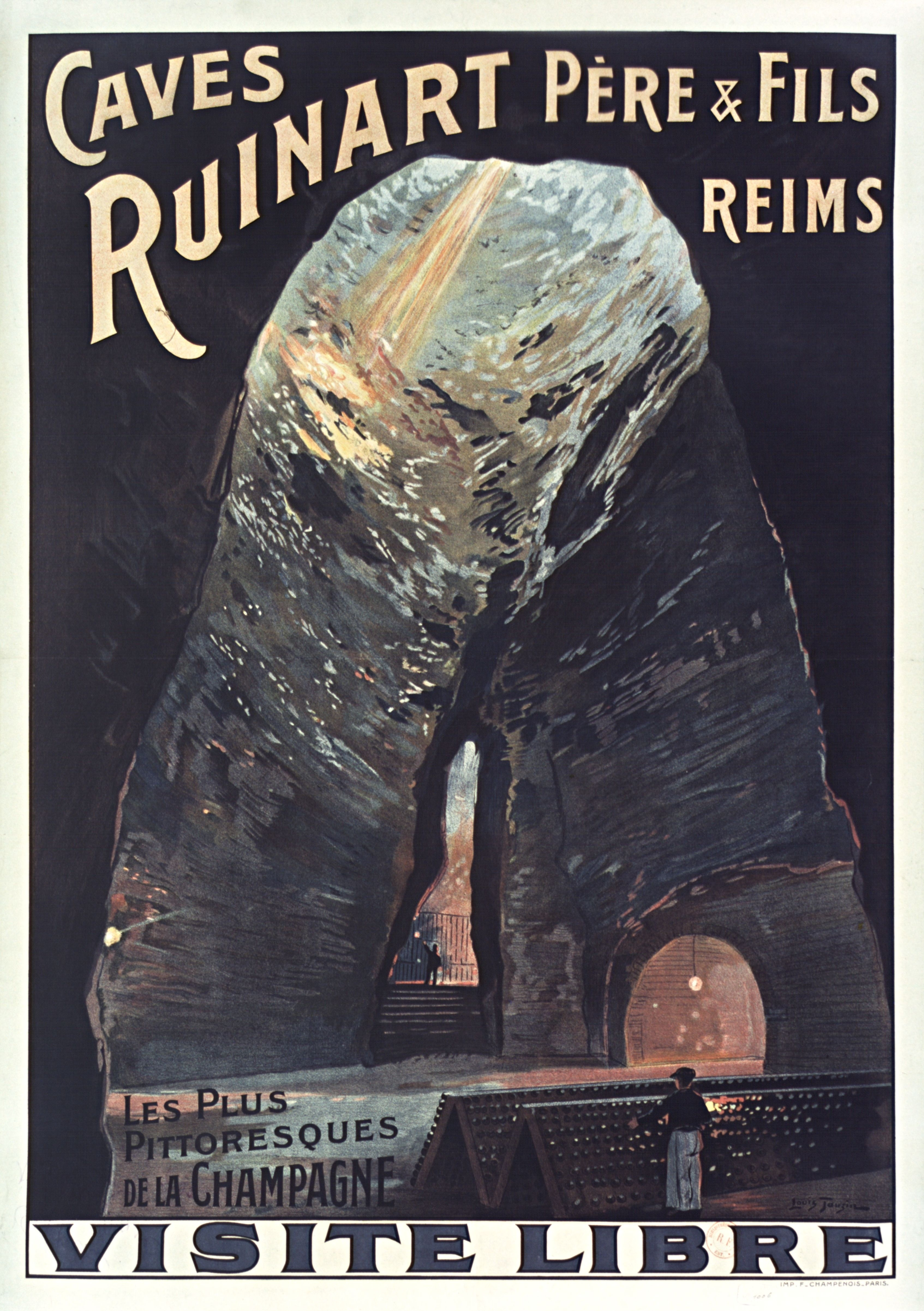
Le Cantine Ruinart & figli, 1914.
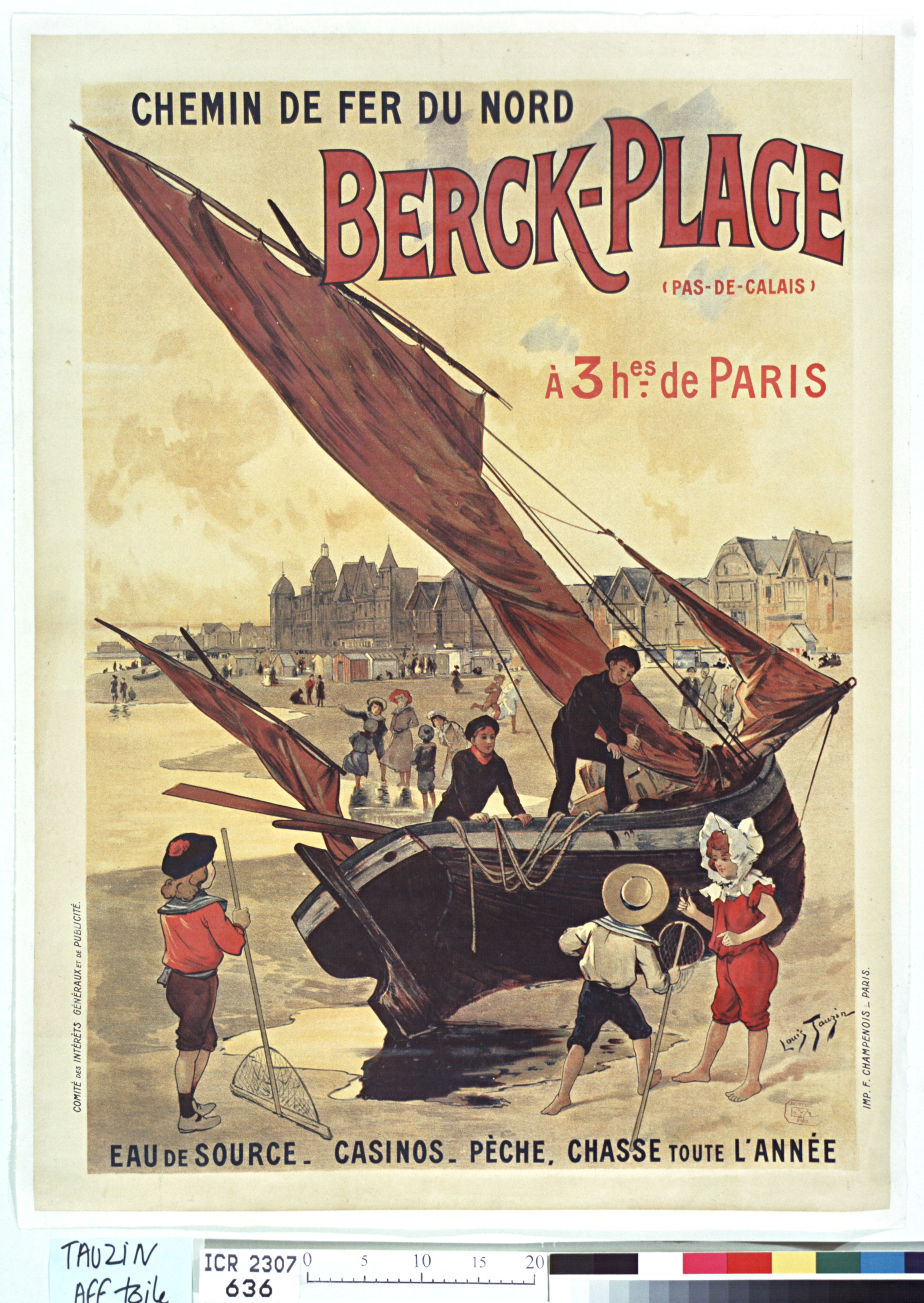
La spiaggia di Berck, 1905.
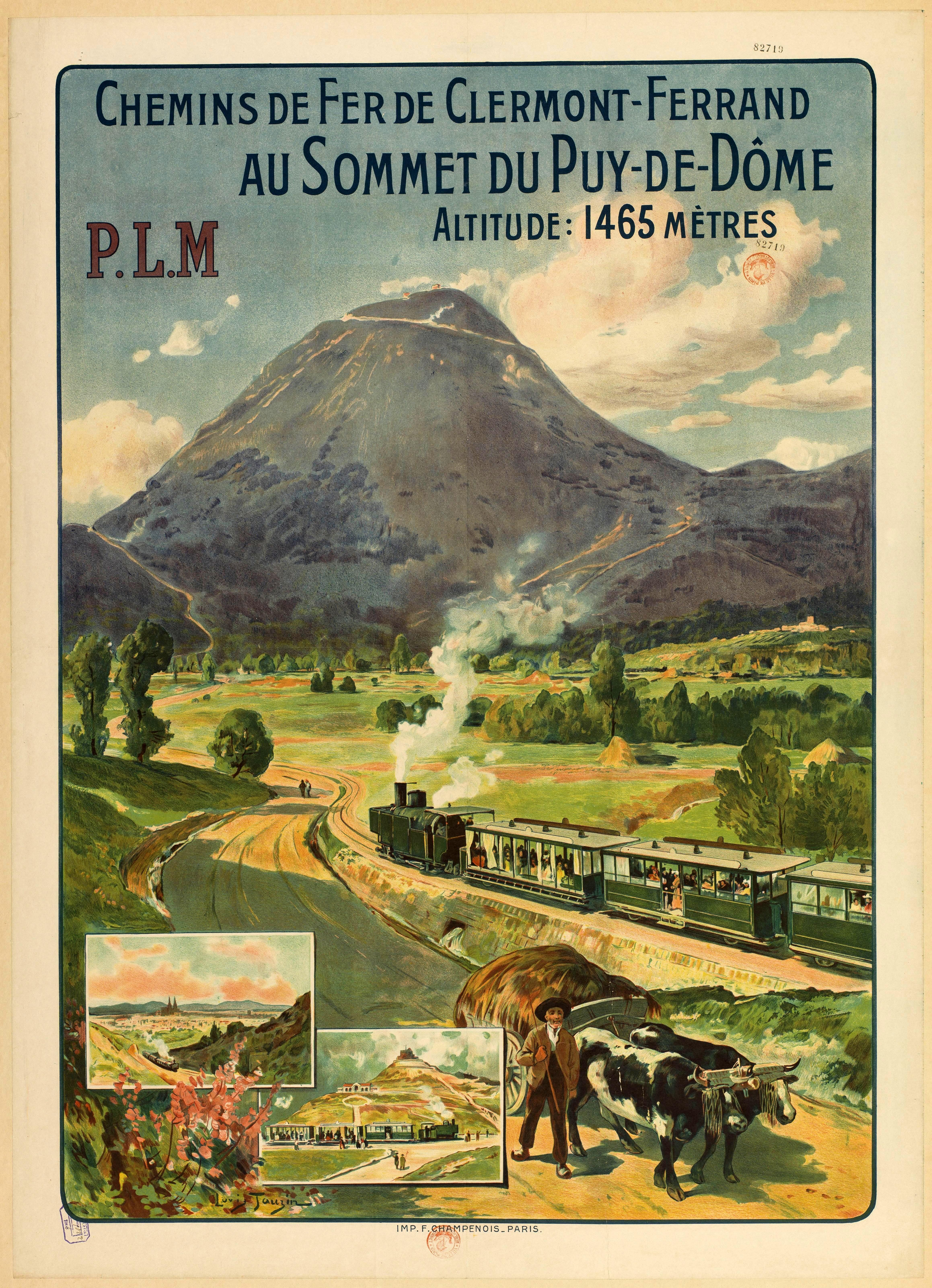
Il treno del Puy-de-Dôme, 1907 - 1915.
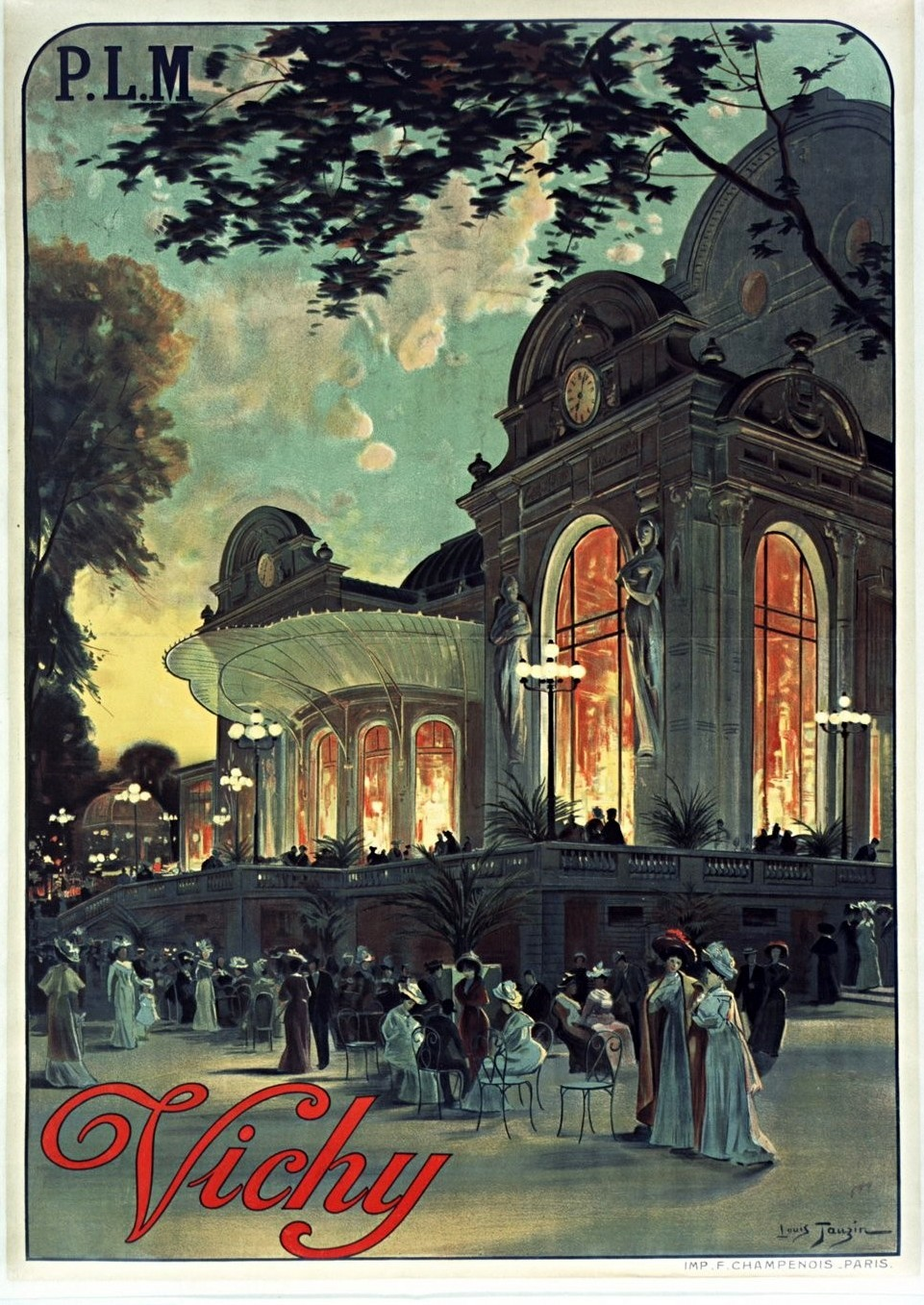
Le Terme di Vichy, 1910